# Liste der Baudenkmale in Neu Kaliß
In der Liste der Baudenkmale in Neu Kaliß sind alle Baudenkmale der Gemeinde Neu Kaliß (Landkreis Ludwigslust-Parchim) und ihrer Ortsteile aufgelistet (Stand: Januar 2021).

## Legende
In den Spalten befinden sich folgende Informationen:
- ID-Nr: Die Nummer wird von den Denkmalämtern der Landkreise vergeben. Wenn sie nicht bekannt ist, bleibt die Spalte leer. In dieser Spalte kann sich zusätzlich das Wort Wikidata befinden, der entsprechende Link führt zu Angaben zu diesem Denkmal bei Wikidata.
- Lage: die Adresse des Denkmales und die geographischen Koordinaten.
Link zu einem Kartenansichtstool, um Koordinaten zu setzen. In der Kartenansicht sind Denkmale ohne Koordinaten mit einem roten bzw. orangen Marker dargestellt und können in der Karte gesetzt werden. Denkmale ohne Bild sind mit einem blauen bzw. roten Marker gekennzeichnet, Denkmale mit Bild mit einem grünen bzw. orangen Marker.
- Bezeichnung: Bezeichnung, so wie sie in den offiziellen Listen der Denkmalämter steht. Ein Link hinter der Bezeichnung führt zum Wikipedia-Artikel über das Denkmal. Wenn die Bezeichnung der Denkmalämter inhaltlich fehlerhaft ist, ist in der Spalte „Beschreibung“ darauf hinzuweisen.
- Beschreibung: Beschreibung des Denkmales
- Bild: ein Bild des Denkmales und gegebenenfalls einen Link zu weiteren Fotos des Denkmals im Medienarchiv Wikimedia Commons

## Neu Kaliß
| ID | Lage                                                         | Bezeichnung | Beschreibung | Bild                      |
| -- | ------------------------------------------------------------ | --- | ------------ | ------------------------- |
|    | Alter Postweg 2 (Karte)                                      | Wohnhaus |              | Wohnhaus                  |
|    | Alter Postweg 4 (Karte)                                      | Wohnhaus und Nebengebäude |              | Wohnhaus und Nebengebäude |
|    | Alter Postweg 6 (Karte)                                      | Bahnarbeiterhaus |              |                           |
|    | Alter Postweg 99 (Karte)                                     | Häuslerei |              |                           |
|    | An der Elde 2 (Karte)                                        | Bauernhof mit Wohnhaus, 2 Ställen und Scheune                                                                                                  |              |                           |
|    | Bahnhofstraße                                                | Bahnhof/Güterschuppen |              | Weitere Bilder            |
|    | Bahnhofstraße 1 (Karte)                                      | Bahnarbeiterhaus |              | Bahnarbeiterhaus          |
|    | Bahnhofstraße 2 (Karte)                                      | Bahnarbeiterhaus |              | Bahnarbeiterhaus          |
|    | (Karte)                                                      | Friedhof mit Portal, Friedhofskapelle, Familienbegräbnis, Bausch und Markurth und Gefallenendenkmal 1914/18                                    |              | Weitere Bilder            |
|    | Kirchenstraße 11 (Karte)                                     | Kirche |              | Kirche                    |
|    | Mühlenstr. 1 (Karte)                                         | Mühle mit Mühlengebäude/Speicher, 2 Verwaltungsgebäuden, Lagerhaus mit Remise und Witwenhaus (Mühlenstraße 2)                                  |              | Weitere Bilder            |
|    | Mühlenstraße 3 (Karte)                                       | Villa der Mühlenbesitzer |              | Villa der Mühlenbesitzer  |
|    | an der Wegkreuzung Liepe / Neu Göhren / Alt Kaliß / Heiddorf | Reuterstein |              | Reuterstein               |
|    | Schulstraße 8 (Karte)                                        | Postamt |              |                           |
|    | Schulstraße 27 (Karte)                                       | Wohnhaus |              |                           |
|    | Straße des Friedens (Karte)                                  | ehemalige Papierfabrik mit Werkhallen, Transformatorenhaus, Torhaus (Nr. 10), Drehscheibe für die Kleinbahn, Kanalbrücke und Werkswohngebäuden |              | Weitere Bilder            |
|    | Straße des Friedens 1 (Karte)                                | Wohnhaus |              | Wohnhaus                  |
|    | Straße des Friedens 2 (Karte)                                | Wohnhaus |              |                           |
|    | Straße des Friedens 4 (Karte)                                | ehemaliges Kinderheim |              | ehemaliges Kinderheim     |
|    | Straße des Friedens 5 (Karte)                                | Villa |              | Villa                     |
|    | Straße des Friedens 6 (Karte)                                | Villa |              | Villa                     |
|    | Straße des Friedens 8–8c (Karte)                             | Krankenhausvillen Haus I, II, III, Remise und Park mit Blockhaus                                                                               |              | Weitere Bilder            |
|    | Straße des Friedens 10 (Karte)                               | ehemaliges Wirtschaftsgebäude |              |                           |
|    |                                                              | Remise und Park mit Blockhaus |              |                           |

## Alt Kaliß
| ID | Lage                                        | Bezeichnung       | Beschreibung | Bild              |
| -- | ------------------------------------------- | ----------------- | ------------ | ----------------- |
|    | Karl-Marx-/Ecke Fritz-Reuter-Straße (Karte) | Gefallenendenkmal |              | Gefallenendenkmal |
|    |                                             | Spritzenhaus      |              | Spritzenhaus      |

## Heiddorf
| ID | Lage             | Bezeichnung                 | Beschreibung | Bild |
| -- | ---------------- | --------------------------- | ------------ | ---- |
|    | Friedhof (Karte) | Gefallenendenkmal 1914/1918 |              |      |

## Raddenfort
| ID | Lage                                | Bezeichnung | Beschreibung | Bild |
| -- | ----------------------------------- | ----------- | ------------ | ---- |
|    | Straße der Genossenschaft 4 (Karte) | Backhaus    |              |      |